# Elizabeth Ndudi
Elizabeth Ndudi (* 21. März 2005 in Dublin) ist eine französisch-irische Leichtathletin, die sich auf den Weitsprung spezialisiert hat und seit Juni 2022 für Irland startberechtigt ist.

## Sportliche Laufbahn
Erste internationale Erfahrungen sammelte Elizabeth Ndudi im Jahr 2022, als sie bei den U18-Europameisterschaften in Jerusalem mit 11,94 s im Halbfinale im 100-Meter-Lauf ausschied und im Weitsprung mit 6,10 m den siebten Platz belegte. Im Jahr darauf siegte sie bei den U20-Europameisterschaften ebendort mit einem Sprung auf 6,56 m. Zudem begann sie im selben Jahr ein Studium an der University of Illinois in den Vereinigten Staaten. 2024 gelangte sie bei den U20-Weltmeisterschaften in Lima mit 6,18 m auf den sechsten Platz.
In den Jahren 2023 und 2024 wurde Ndudi irische Meisterin im Weitsprung im Freien und in der Halle.

## Persönliche Bestleistungen
- 100 Meter: 11,83 s (+2,0 m/s), 28. Juni 2023 in La Chapelle-sur-Erdre
  - 60 Meter (Halle): 7,66 s, 25. Februar 2023 in Lyon
- Weitsprung: 6,68 m (+1,9 m/s), 13. April 2024 in Champaign (irischer U20-Rekord)